# Emadije-je Sofla
Emadije-je Sofla (perski: عماديه سفلي) – wieś we wschodnim Iranie, w ostanie Chorasan-e Razawi. W 2006 roku miejscowość liczyła 105 osób w 25 rodzinach.